# Oecetis grazalemae
Oecetis grazalemae là một loài Trichoptera trong họ Leptoceridae. Chúng phân bố ở miền Cổ bắc.